# Musalla
Pour les articles homonymes, voir Musala et Mossalla.
 (août 2020).
Si vous disposez d'ouvrages ou d'articles de référence ou si vous connaissez des sites web de qualité traitant du thème abordé ici, merci de compléter l'article en donnant les références utiles à sa vérifiabilité et en les liant à la section « Notes et références ».
Le musalla (arabe : مُصَلَّى, muṣallā) est un espace destiné à effectuer la prière chez les musulmans. Le terme vient du mot arabe صلى (ṣallā) qui signifier prier.

## Espace ouvert

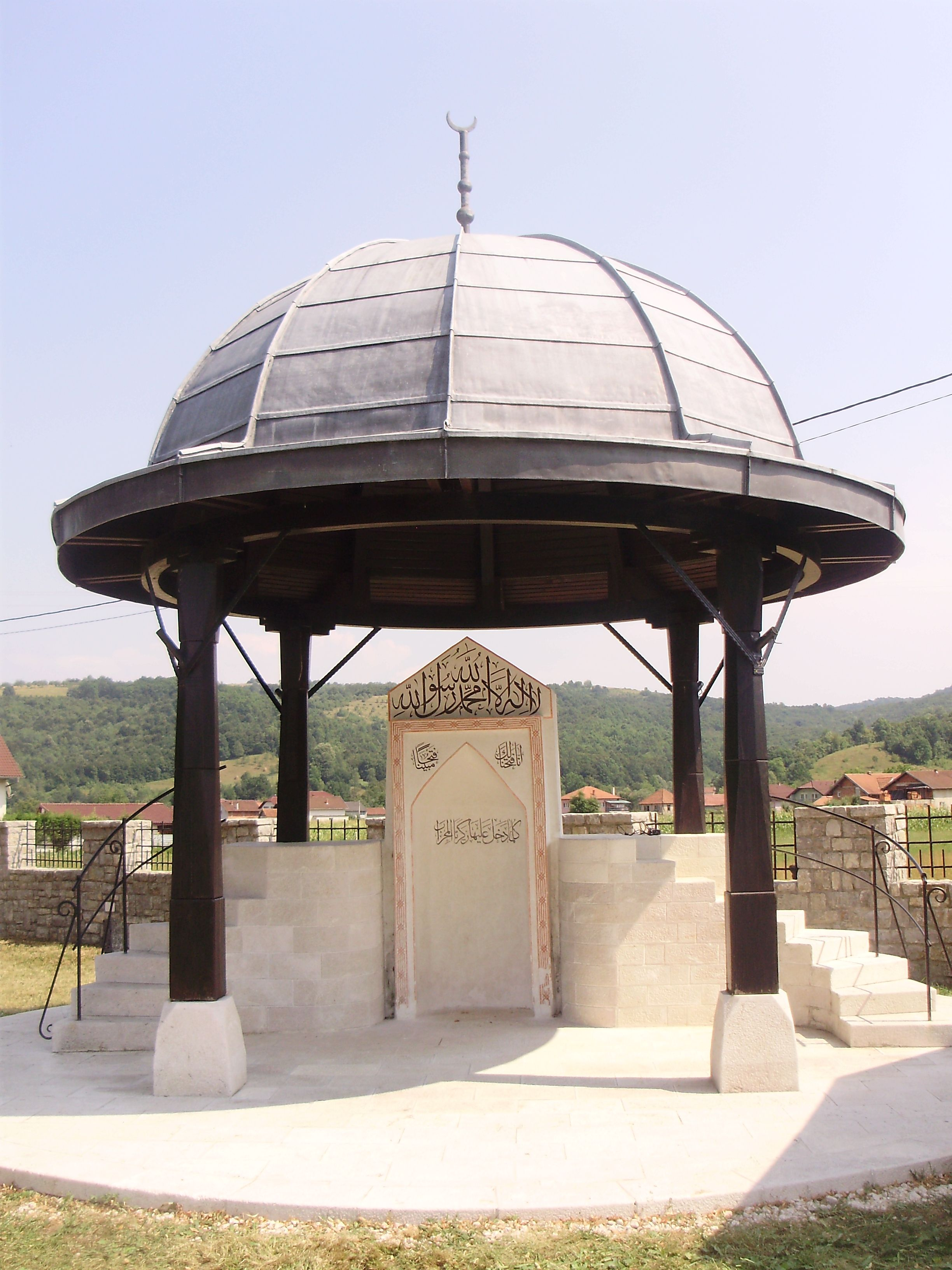
Fatihova Musalla à Donji Kamengrad, en Bosnie-Herzégovine.

Dans son sens original, le musalla est un grand espace à ciel ouvert, généralement à l'extérieur de la ville, où toute la population se rassemble pour les prières de l'aïd al-Fitr et de l'aïd al-Adha, ainsi que pour la prière de la pluie (ar) (ṣalāt al-istisqā), et qui n'est pas utilisé pour prier le reste de l'année.

## Espace fermé

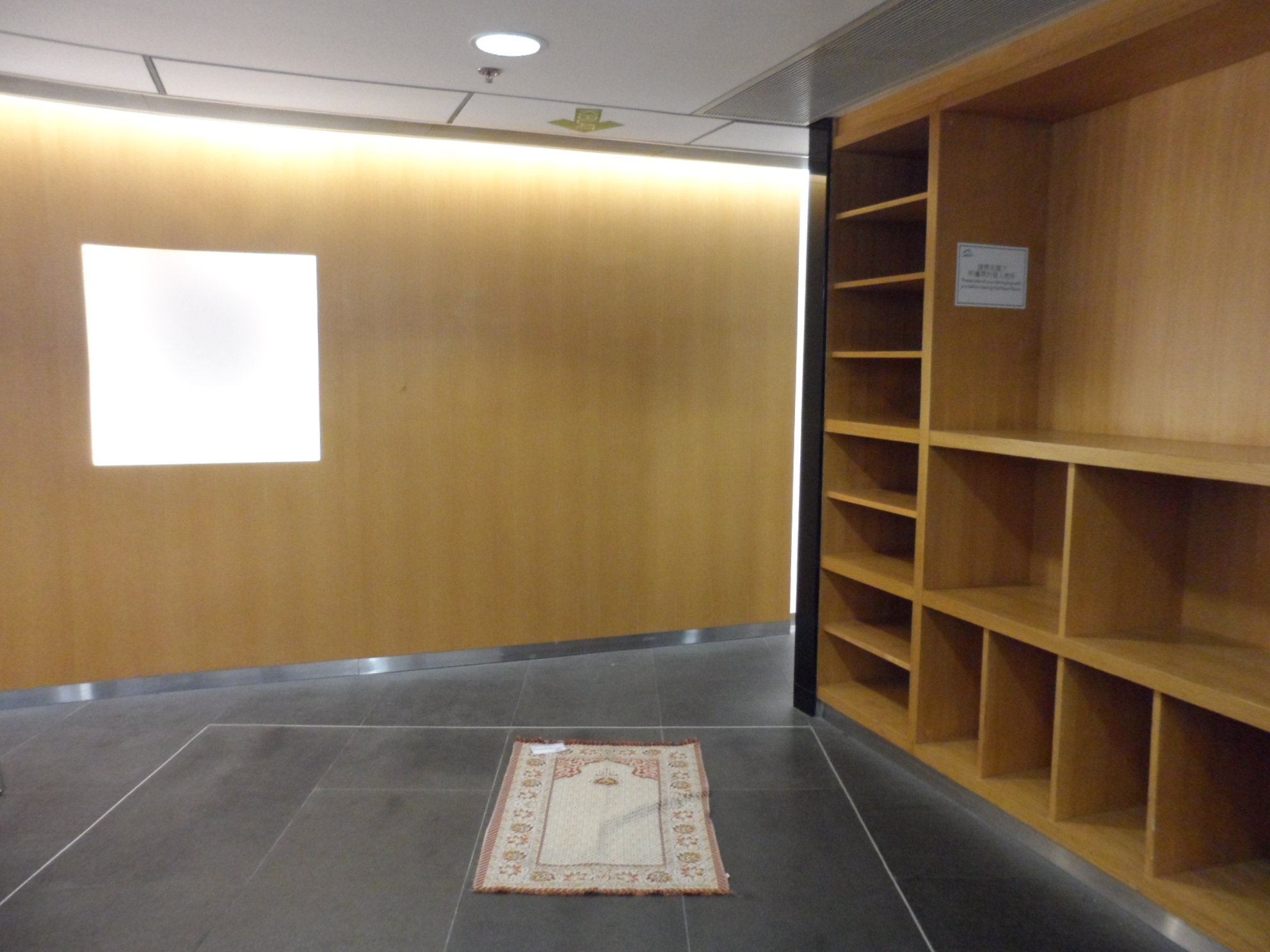
Mossalla de l'aéroport international de Hong Kong.

Le musalla peut aussi être une pièce annexe de la grande salle de prière dans une mosquée, utilisée par un petit nombre de personnes, pour les cinq prières quotidiennes, en dehors de la prière du vendredi.
Ce peut être, plus généralement, tout espace aménagé pour effectuer ces cinq prières. Ainsi, dans de nombreux pays, en particulier ceux dont la population est essentiellement musulmane, des musallas sont installés dans les lieux publics comme les aéroports ou les centres commerciaux.